# Termas de Constantino

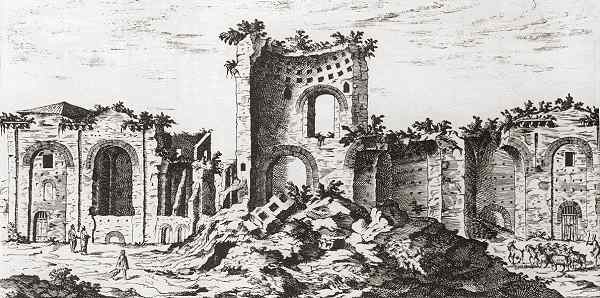
Las termas en un grabado de Étienne Dupérac (1575).

Las Termas de Constantino (en italiano: Terme di Costantino) eran un complejo termal de la antigua Roma, el último de su clase, construido en la colina del Quirinal por Constantino I en torno al año 315, aunque quizá iniciado bajo Majencio. Se encontraba en la zona comprendida actualmente entre la Piazza del Quirinale, la Via Ventiquattro Maggio, la Via della Consulta y la Via Nazionale, actualmente ocupada por los jardines del Palazzo Rospigliosi.

## Historia y descripción
Construidas tras ingentes obras de excavación y nivelación del terreno, incluida la demolición de edificios públicos y privados preexistentes, las termas fueron dañadas en 367 por un incendio, saqueadas en 410 por los godos de Alarico y restauradas en 443 por el praefectus urbi Petronio Perpenna Magno Quadraciano y probablemente otra vez bajo Teodorico el Grande. Abandonadas al inicio de la Edad Media, sus materiales de construcción fueron reutilizados, como los de muchas otras grandes obras de la antigüedad, para construir edificios privados y de culto.
Los restos que quedaban en pie de las termas, representados en grabados y dibujos del siglo xvi —sobre todo de Palladio—, fueron destruidos definitivamente a principios del siglo xvii con la construcción del Palazzo Rospigliosi, un siglo después para la edificación del actual Palazzo della Consulta y, por último, en 1877, con la apertura de la Via Nazionale. Las termas eran relativamente pequeñas y exclusivas, sobre todo en comparación con las cercanas Termas de Diocleciano, grandiosas pero con una clientela seguramente más «popular».
Se trataba de un complejo de dimensiones relativamente reducidas respecto a las grandes termas precedentes, y por tanto destinado probablemente a usuarios de élite. Orientadas en sentido norte-sur, estaban compuestas prácticamente por un único edificio con pocos anexos, y carecían de los tradicionales pórticos, sustituidos por una simple zona abierta.
De estas termas provienen las estatuas de los Dioscuros situadas actualmente en la base del obelisco del Quirinal en la plaza homónima, dos estatuas de Constantino —una actualmente en la basílica de San Juan de Letrán y la otra sobre la barandilla de la Piazza del Campidoglio—, una estatua de su hijo Constantino II como césar, también en la Piazza del Campidoglio, y las dos estatuas que representan al Nilo y al Tíber colocadas como fondo de la fuente que está a los pies del Palazzo Senatorio.